# The Kominsky Method
The Kominsky Method ist eine US-amerikanische Comedyserie, geschaffen von Chuck Lorre, die am 16. November 2018 auf Netflix Premiere hatte. Sie handelt von einem in die Jahre gekommenen Schauspiellehrer, der vor langer Zeit kurzzeitig als Schauspieler erfolgreich war. Hauptdarsteller der Serie sind Michael Douglas, Alan Arkin, Sarah Baker und Nancy Travis. Am 17. Januar 2019 wurde die Serie um eine zweite Staffel verlängert, die am 25. Oktober 2019 auf Netflix erschien.
Im Juli 2020 wurde eine finale dritte Staffel bestellt, die im Mai 2021 erschien. Alan Arkin stieg jedoch nach der zweiten Staffel aus Altersgründen aus der Serie aus.

## Besetzung und Synchronisation
Die Synchronisation der Serie wird bei der VSI Synchron nach Dialogbüchern und unter der Dialogregie von Andreas Pollak in Berlin erstellt.
| Rolle            | Darsteller         | Hauptrolle | Nebenrolle                  | Synchronsprecher         |
| ---------------- | ------------------ | ---------- | --------------------------- | ------------------------ |
| Sandy Kominsky   | Michael Douglas    | 1.01–3.06  |                             | Volker Brandt            |
| Norman Newlander | Alan Arkin         | 1.01–2.08  |                             | Jan Spitzer              |
| Mindy Kominsky   | Sarah Baker        | 1.01–3.06  |                             | Nicole Hannak            |
| Lisa             | Nancy Travis       | 1.01–2.08  |                             | Arianne Borbach          |
| Martin Schneider | Paul Reiser        | 3.01–3.06  | 2.02–2.08                   | Dieter Memel             |
| Roz              | Kathleen Turner    | 3.02–3.06  | 2.02                        | Almut Zydra              |
| Jude             | Graham Rogers      |            | 1.01–3.06                   | Tobias Schmidt           |
| Margaret         | Melissa Tang       |            | 1.01–3.06                   | Jessica Rust             |
| Theresa          | Emily Osment       |            | 1.01–3.06                   | Marieke Oeffinger        |
| Breana           | Ashleigh LaThrop   |            | 1.01–3.06                   | Lina Rabea Mohr          |
| Darshani         | Jenna Lyng Adams   |            | 1.01–3.06                   | Leonie Dubuc             |
| Lane             | Casey Brown        |            | 1.01–3.06                   | Amadeus Strobl           |
| Eileen Newlander | Susan Sullivan     |            | 1.01, 1.03–2.01, 2.07, 3.01 | Katarina Tomaschewsky    |
| Mathew           | Cedric Begley      |            | 1.01, 1.04, 1.07            | Maximilian Spitzer       |
| Phoebe Newlander | Lisa Edelstein     |            | 1.02–1.06, 2.03–3.06        | Sabine Arnhold           |
| Dr. Wexler       | Danny DeVito       |            | 1.03, 1.05                  | Jürgen Kluckert          |
| Diane            | Ann-Margret        |            | 1.03, 1.08                  | Isabella Grothe          |
| Madelyn          | Jane Seymour       |            | 2.01–2.04, 2.06, 3.01       | Kerstin Sanders-Dornseif |
| Estelle          | Christine Ebersole |            | 3.05–3.06                   | Philine Peters-Arnolds   |

### Cameo-Auftritte
Eine ganze Reihe prominenter Schauspieler, Entertainer und Filmschaffender spielt sich in kurzen Episoden innerhalb der Serie selbst. Unter anderem sind dies Morgan Freeman, Jay Leno, Barry Levinson, Elliott Gould, Allison Janney, Patti LaBelle,  Jon Cryer und Eddie Money.

## Episodenliste

### Staffel 1
| Nr. (ges.) | Nr. (St.) | Deutscher Titel                          | Originaltitel                       | Erstveröffentlichung USA | Deutschsprachige Erstveröffentlichung (D) | Regie                | Drehbuch                                   |
| ---------- | --------- | ---------------------------------------- | ----------------------------------- | ------------------------ | ----------------------------------------- | -------------------- | ------------------------------------------ |
| 1          | 1         | Kapitel 1: Ein Schauspieler drückt sich  | Chapter One: An Actor Avoids        | 16. Nov. 2018            | 16. Nov. 2018                             | Chuck Lorre          | Chuck Lorre                                |
| 2          | 2         | Kapitel 2: Ein Agent trauert             | Chapter Two: An Agent Grieves       | 16. Nov. 2018            | 16. Nov. 2018                             | Andy Tennant         | Chuck Lorre                                |
| 3          | 3         | Kapitel 3: Eine Prostata vergrößert sich | Chapter Three: A Prostate Enlarges  | 16. Nov. 2018            | 16. Nov. 2018                             | Donald Petrie        | Chuck Lorre & Al Higgins                   |
| 4          | 4         | Kapitel 4: Ein Beckenboden quietscht     | Chapter Four: A Kegel Squeaks       | 16. Nov. 2018            | 16. Nov. 2018                             | Beth McCarthy-Miller | Chuck Lorre, Al Higgins, & David Javerbaum |
| 5          | 5         | Kapitel 5: Ein Agent kommt raus          | Chapter Five: An Agent Crowns       | 16. Nov. 2018            | 16. Nov. 2018                             | Beth McCarthy-Miller | Chuck Lorre                                |
| 6          | 6         | Kapitel 6: Eine Tochter entgiftet        | Chapter Six: A Daughter Detoxes     | 16. Nov. 2018            | 16. Nov. 2018                             | Andy Tennant         | Chuck Lorre, Al Higgins, & David Javerbaum |
| 7          | 7         | Kapitel 7: Eine Bedingung wird gestellt  | Chapter Seven: A String Is Attached | 16. Nov. 2018            | 16. Nov. 2018                             | Donald Petrie        | Chuck Lorre, Al Higgins, & David Javerbaum |
| 8          | 8         | Kapitel 8: Eine Witwe nähert sich an     | Chapter Eight: A Widow Approaches   | 16. Nov. 2018            | 16. Nov. 2018                             | Andy Tennant         | Chuck Lorre, Al Higgins, & David Javerbaum |

### Staffel 2
| Nr. (ges.) | Nr. (St.) | Deutscher Titel                                      | Originaltitel                                | Erstveröffentlichung USA | Deutschsprachige Erstveröffentlichung (D) | Regie                | Drehbuch                 |
| ---------- | --------- | ---------------------------------------------------- | -------------------------------------------- | ------------------------ | ----------------------------------------- | -------------------- | ------------------------ |
| 9          | 1         | Kapitel 9: Ein Schauspieler vergisst                 | Chapter 9. An Actor Forgets                  | 25. Okt. 2019            | 25. Okt. 2019                             | Andy Tennant         | Chuck Lorre              |
| 10         | 2         | Kapitel 10: Eine alte Flamme, ein alter Docht        | Chapter 10. An Old Flame, an Old Wick        | 25. Okt. 2019            | 25. Okt. 2019                             | Beth McCarthy-Miller | Chuck Lorre              |
| 11         | 3         | Kapitel 11: Ein merkwürdiges Paar entsteht           | Chapter 11. An Odd Couple Occurs             | 25. Okt. 2019            | 25. Okt. 2019                             | Andy Tennant         | Chuck Lorre              |
| 12         | 4         | Kapitel 12: Die Libido liegt im Kühlschrank          | Chapter 12. A Libido Sits in the Fridge      | 25. Okt. 2019            | 25. Okt. 2019                             | Beth McCarthy-Miller | Chuck Lorre              |
| 13         | 5         | Kapitel 13: Ein Shenckman ist zweideutig             | Chapter 13. A Shenckman Equivocates          | 25. Okt. 2019            | 25. Okt. 2019                             | Andy Tennant         | Chuck Lorre              |
| 14         | 6         | Kapitel 14: Ein Geheimnis bricht, ein Lehrer spricht | Chapter 14. A Secret Leaks, a Teacher Speaks | 25. Okt. 2019            | 25. Okt. 2019                             | Beth McCarthy-Miller | Chuck Lorre              |
| 15         | 7         | Kapitel 15: Ein sexueller Gefallen wird verziehen    | Chapter 15. A Hand Job Is Forgiven           | 25. Okt. 2019            | 25. Okt. 2019                             | Andy Tennant         | Chuck Lorre & Al Higgins |
| 16         | 8         | Kapitel 16: Ein Thetan kommt an                      | Chapter 16. A Thetan Arrives                 | 25. Okt. 2019            | 25. Okt. 2019                             | Beth McCarthy-Miller | Chuck Lorre & Al Higgins |

### Staffel 3
| Nr. (ges.) | Nr. (St.) | Deutscher Titel                           | Originaltitel                                     | Erstausstrahlung USA | Deutschsprachige Erstausstrahlung (D/AT/CH) | Regie                | Drehbuch    |
| ---------- | --------- | ----------------------------------------- | ------------------------------------------------- | -------------------- | ------------------------------------------- | -------------------- | ----------- |
| 17         | 1         | Kapitel 17: An all den altbekannten Orten | Chapter 17: In all the old familiar places        | 28. Mai 2021         | 28. Mai 2021                                | Chuck Lorre          | Chuck Lorre |
| 18         | 2         | Kapitel 18: Das liebe Geld                | Chapter 18: You only give me your funny paper     | 28. Mai 2021         | 28. Mai 2021                                | Andy Tennant         | Chuck Lorre |
| 19         | 3         | Kapitel 19: Und es wird immer absurder    | Chapter 19: And it’s getting more and more absurd | 28. Mai 2021         | 28. Mai 2021                                | Andy Tennant         | Chuck Lorre |
| 20         | 4         | Kapitel 20: Alte Freunde                  | Chapter 20: The round toes, of the high shoes     | 28. Mai 2021         | 28. Mai 2021                                | Beth McCarthy-Miller | Chuck Lorre |
| 21         | 5         | Kapitel 21: Im Angesicht des Todes        | Chapter 21: Near, far, wherever you are           | 28. Mai 2021         | 28. Mai 2021                                | Andy Tennant         | Chuck Lorre |
| 22         | 6         | Kapitel 22: Die grundlegenden Dinge       | Chapter 22: The fundamental things apply          | 28. Mai 2021         | 28. Mai 2021                                | Andy Tennant         | Chuck Lorre |